# Campeonato Mundial de Luge de 2016 - Duplas
A competição de duplas do Campeonato Mundial de Luge de 2016 aconteceu em 30 de Janeiro de 2016, com a primeira descida iniciando-se às 12:48 e a descida final às 14:02 no horário local.

## Resultados
| PF | O  | Atleta                                               | D1     | P1 | D2     | P2 | Total    | Dif    |
| -- | -- | ---------------------------------------------------- | ------ | -- | ------ | -- | -------- | ------ |
| 1  | 2  | GER Alemanha Tobias Wendl Tobias Arlt                | 49.311 | 1  | 49.664 | 1  | 1:38.975 | —      |
| 2  | 7  | GER Alemanha Toni Eggert Sascha Benecken             | 49.808 | 2  | 49.778 | 2  | 1:39.586 | +0.611 |
| 3  | 9  | ITA Itália Christian Oberstolz Patrick Gruber        | 50.357 | 6  | 50.371 | 3  | 1:40.728 | +1.753 |
| 4  | 3  | GER Alemanha Robin Geueke David Gamm                 | 50.270 | 4  | 50.502 | 6  | 1:40.772 | +1.797 |
| 5  | 6  | LAT Letônia Andris Šics Juris Šics                   | 50.314 | 5  | 50.464 | 5  | 1:40.778 | +1.803 |
| 6  | 4  | RUS Rússia Andrey Bogdanov Andrey Medvedev           | 50.470 | 8  | 50.412 | 4  | 1:40.882 | +1.907 |
| 7  | 1  | ITA Itália Ludwig Rieder Patrick Rastner             | 50.530 | 9  | 50.524 | 7  | 1:41.054 | +2.079 |
| 8  | 8  | CAN Canadá Tristan Walker Justin Snith               | 50.265 | 3  | 50.890 | 9  | 1:41.155 | +2.180 |
| 9  | 5  | USA Estados Unidos Matthew Mortensen Jayson Terdiman | 50.622 | 10 | 50.558 | 8  | 1:41.180 | +2.205 |
| 10 | 12 | LAT Letônia Oskars Gudramovičs Pēteris Kalniņs       | 50.387 | 7  | 51.436 | 15 | 1:41.823 | +2.848 |
| 11 | 18 | POL Polônia Wojciech Chmielewski Jakub Kowalewski    | 50.915 | 11 | 50.968 | 10 | 1:41.883 | +2.908 |
| 12 | 15 | RUS Rússia Vladislav Yuzhakov Jury Prokhorov         | 51.155 | 12 | 51.091 | 11 | 1:42.246 | +3.271 |
| 13 | 17 | ITA Itália Florian Gruber Simon Kainzwalder          | 51.239 | 13 | 51.111 | 12 | 1:42.350 | +3.375 |
| 14 | 16 | CZE Chéquia Lukáš Brož Antonín Brož                  | 51.389 | 14 | 51.420 | 14 | 1:42.809 | +3.834 |
| 15 | 21 | KOR Coreia do Sul Park Jin-yong Cho Jung-myung       | 51.683 | 15 | 51.472 | 16 | 1:43.155 | +4.180 |
| 16 | 23 | CZE Chéquia Matěj Kvíčala Jaromír Kudera             | 52.095 | 17 | 51.350 | 13 | 1:43.445 | +4.470 |
| 17 | 22 | ROU Romênia Cosmin Atodiresei Stefan Musei           | 51.918 | 16 | 52.229 | 17 | 1:44.147 | +5.172 |
| 18 | 19 | UKR Ucrânia Oleksandr Obolonchyk Roman Zakharkiv     | 52.239 | 18 | DNF    |    |          |        |
| 19 | 25 | ROU Romênia Daniel Popa Ionuț Țăran                  | 52.249 | 19 |        |    | 52.249   |        |
| 20 | 11 | AUT Áustria Peter Penz Georg Fischler                | 52.269 | 20 |        |    | 52.269   |        |
| 21 | 27 | GBR Grã-Bretanha Adam Rosen Raymond Thompson         | 52.318 | 21 |        |    | 52.318   |        |
| 22 | 20 | POL Polônia Patryk Poręba Karol Mikrut               | 52.693 | 22 |        |    | 52.693   |        |
| 23 | 24 | SVK Eslováquia Jakub Šimoňák Marek Solčanský         | 52.836 | 23 |        |    | 52.836   |        |
| 24 | 10 | RUS Rússia Alexandr Denisyev Vladislav Antonov       | 52.928 | 24 |        |    | 52.928   |        |
| 25 | 26 | LAT Letônia Kristens Putins Karlis Matuzels          | 53.043 | 25 |        |    | 53.043   |        |
| 26 | 13 | AUT Áustria Thomas Steu Lorenz Koller                | DNF    | 26 |        |    |          |        |
| 26 | 14 | USA Estados Unidos Justin Krewson Andrew Sherk       | DNF    | 26 |        |    |          |        |